# Pygorhytis
Pygorhytis is een geslacht van uitgestorven zee-egels uit de klasse van de Echinoidea. Exemplaren van dit geslacht zijn slechts als fossiel bekend.

## Soort
- Pygorhytis ringens (L. Agassiz, 1839) †